# لنریان
لنریان (به انگلیسی: Llanrhian) یک منطقهٔ مسکونی در بریتانیا است که در پمبروکشر واقع شده‌است. لنریان ۸۹۲ نفر جمعیت دارد.